# فانسان بيسات
فانسان بيسات (بالفرنسية: Vincent Bessat)‏ (8 نوفمبر 1985 بليون في فرنسا - ) هو لاعب كرة قدم فرنسي في مركز الوسط. لعب مع نادي بولون ونادي تولوز ونادي كاين ونادي لوهان كويسو ونادي ميتز ونادي نانت.

## وصلات خارجية
- فانسان بيسات على موقع رابطة كرة القدم الفرنسية للمحترفين (الإنجليزية)
- فانسان بيسات على موقع قاعدة بيانات كرة القدم.إي يو (الإنجليزية)
- فانسان بيسات على موقع ليكيب (الفرنسية)
- فانسان بيسات على موقع Soccerway.com (الإنجليزية)
- فانسان بيسات على موقع عالم كرة القدم.نت (الإنجليزية)
- فانسان بيسات على موقع AS.com (الإسبانية)